# Ча цзин

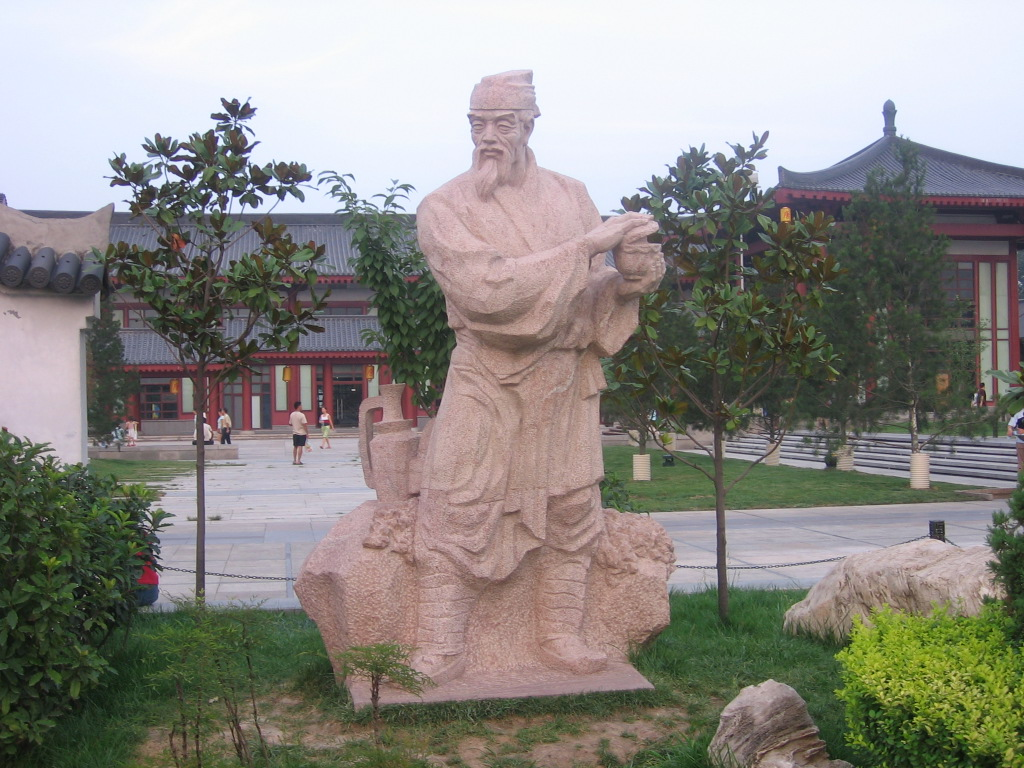
Памятник Лу Юю в Сиане

Ча цзин (кит. 茶經, «чайный канон») — первый в истории трактат о чае и чаепитии, созданный во времена китайской династии Тан (3-я четверть VIII века) «чайным мудрецом» по имени Лу Юй. Будучи воспитанным в буддийском монастыре, Лу Юй видит в чае символ гармонии и единства мироздания. Русский перевод трактата опубликован в 2007 году (ISBN 978-5-91367-004-5).

## Содержание

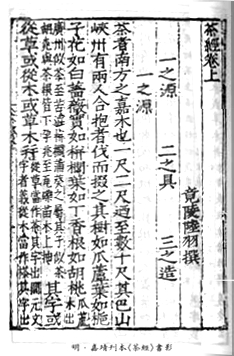
Страница сочинения на китайском языке

- I. Истоки
- II. Инструменты
- III. Изготовление
- IV. Утварь
- V. Варка
- VI. Питие
- VII. Труды
- VIII. Произрастание
- IX. Упрощения
- X. Схема